# Калінінська сільська рада (Первомайський район)
Калі́нінська сільська́ ра́да — адміністративно-територіальна одиниця та орган місцевого самоврядування в Первомайському районі Автономної Республіки Крим. Адміністративний центр — село Калініне.

## Загальні відомості
- Населення ради: 2 236 осіб (станом на 2001 рік)

## Населені пункти
Сільській раді підпорядковані населені пункти:
- с. Калініне
- с. Левітанівка

## Склад ради
Рада складається з 16 депутатів та голови.
- Голова ради: Ковальчук Володимир Сергійович
- Секретар ради: Вишневська Оксана Василівна

### Керівний склад попередніх скликань
| Прізвище, ім'я, по батькові    | Основні відомості                                          | Дата обрання | Дата звільнення |
| ------------------------------ | ---------------------------------------------------------- | ------------ | --------------- |
| Паньків Ганна Анатоліївна      | Сільський голова, 1953 року народження, член Партії «Союз» | 26.03.2006   | 31.10.2010      |
| Ковальчук Володимир Сергійович | Сільський голова, 1956 року народження, освіта вища        | 31.10.2010   |                 |

Примітка: таблиця складена за даними сайту Верховної Ради України

### Депутати
За результатами місцевих виборів 2010 року депутатами ради стали:

#### За суб'єктами висування
| Суб'єкт висування | Кількість обраних депутатів | %  |
| ----------------- | --------------------------- | -- |
| Партія регіонів   | 8                           | 50 |
| Самовисування     | 8                           | 50 |

#### За округами
| № округу        | Прізвище, ім'я, по батькові       | Дата визнання обраним | Освіта             | Партійна приналежність                  | Відомості про обраного депутата                            |
| --------------- | --------------------------------- | --------------------- | ------------------ | --------------------------------------- | ---------------------------------------------------------- |
| Партія регіонів |                                   |                       |                    |                                         |                                                            |
| 1               | Котілевич Світлана Володимирівна  | 01.11.2010            | середня спеціальна | член Партії регіонів                    | управління праці та соціального захисту населення, перукар |
| 2               | Богданюк Олександр Петрович       | 01.11.2010            | середня спеціальна | позапартійний                           | приватний підприємець                                      |
| 7               | Бартків Наталя Іванівна           | 01.11.2010            | середня спеціальна | член Партії регіонів                    | тимчасово не працює                                        |
| 10              | Вишневська Оксана Василівна       | 01.11.2010            | вища               | член Партії регіонів                    | Калінінська сільська рада, секретар                        |
| 11              | Рубан Альона Володимирівна        | 01.11.2010            | вища               | член Партії регіонів                    | Калінінська сільська рада, спеціаліст                      |
| 12              | Жмутова Світлана Дмитрівна        | 01.11.2010            | середня спеціальна | член Партії регіонів                    | дошкільний навчальний заклад «Світлячок», вихователь       |
| 14              | Булавкін Олексій Геннадійович     | 01.11.2010            | вища               | член Партії регіонів                    | Первомайська ЦРЛ, зубний лікар                             |
| 15              | Іріхов Казім Асанович             | 01.11.2010            | середня            | член Партії регіонів                    | МКП «Правдівський комунальник», оператор-контролер         |
| Самовисування   |                                   |                       |                    |                                         |                                                            |
| 3               | Джелілов Різа                     | 01.11.2010            | середня спеціальна | позапартійний                           | тимчасово не працює                                        |
| 4               | Тимченко Надія Іванівна           | 01.11.2010            | середня            | член Політичної партії «Сильна Україна» | пенсіонер                                                  |
| 5               | Колпакова Тетяна Василівна        | 01.11.2010            | середня            | член Політичної партії «Сильна Україна» | пенсіонер                                                  |
| 6               | Крайчинський Володимир Михайлович | 01.11.2010            | середня спеціальна | член Політичної партії «Сильна Україна» | СВК «Грузія», управляючий                                  |
| 8               | Острік Ніна Іванівна              | 15.11.2010            | середня спеціальна | член Політичної партії «Сильна Україна» | пенсіонер                                                  |
| 9               | Гайдаржи Василь Михайлович        | 01.11.2010            | вища               | позапартійний                           | СВК «Южний», керівник                                      |
| 13              | Джаббарова Ділора Шабаївна        | 01.11.2010            | вища               | позапартійна                            | Калінінська загальноосвітня школа, вчитель                 |
| 16              | Сеітаблаєв Решат Аріхович         | 01.11.2010            | середня спеціальна | позапартійний                           | тимчасово не працює                                        |